# Astilbe biternata
Astilbe biternata là một loài thực vật có hoa trong họ Saxifragaceae. Loài này được (Vent.) Britton miêu tả khoa học đầu tiên năm 1893.